# Sköruvjaure
Sköruvjaure är en sjö i Sorsele kommun i Lappland och ingår i Umeälvens huvudavrinningsområde. Sjön har en area på 0,93 kvadratkilometer och ligger 832,8 meter över havet. Sköruvjaure ligger i Vindelfjällen Natura 2000-område. Sjön avvattnas av vattendraget Sköruvjukke.

## Delavrinningsområde
Sköruvjaure ingår i det delavrinningsområde (730918-150648) som SMHI kallar för Utloppet av Sköruvjaure. Medelhöjden är 911 meter över havet och ytan är 10,58 kvadratkilometer. Det finns ett avrinningsområde uppströms, och räknas det in blir den ackumulerade arean 15,93 kvadratkilometer. Sköruvjukke som avvattnar avrinningsområdet har biflödesordning 3, vilket innebär att vattnet flödar genom totalt 3 vattendrag innan det når havet efter 374 kilometer. Avrinningsområdet består mestadels av kalfjäll (91 procent). Avrinningsområdet har 0,92 kvadratkilometer vattenytor vilket ger det en sjöprocent på 8,7 procent.